# Oskar Ewerlöf
Oskar Anton Herman Ewerlöf, född 14 april 1876 i Stockholm, död 22 oktober 1934, var en svensk jurist och diplomat. Han var son till Fritz Ewerlöf.

## Biografi
Oskar Ewerlöf blev juris kandidat vid Lunds universitet 1900. Han blev attaché vid UD 1904. Han tjänstgjorde bland annat vid beskickningarna i Bryssel och Haag. Han blev andre sekreterare vid UD 1906 och kansliråd och chef för UD:s rättsavdelning 1907.
Han blev kabinettssekreterare 1913 vilket han var fram till 1918 då han tvingades avgå på grund av efterspelet till Luxburgaffären. Han blev svenskt sändebud i Wien 1918 och i Budapest 1920 där han gjorde en allmänt uppskattad insats i hjälpverksamheten i Österrike och Ungern efter första världskriget.
År 1923 blev han sändebud till Tokyo med sidoackreditering i Peking. Från 1929 till sin död var han sändebud i Köpenhamn där han ivrigt verkade för nordiska samförståndssträvanden.

## Utmärkelser

### Svenska utmärkelser
- Konung Gustaf V:s jubileumsminnestecken med anledning av 70-årsdagen, 1928.[3]
- Kommendör med stora korset av Nordstjärneorden, 16 juni 1928.[4]
- Kommendör av första klassen av Nordstjärneorden, 5 juni 1920.[5]
- Kommendör av andra klassen av Nordstjärneorden, 6 juni 1916.[6]
- Riddare av Nordstjärneorden, 1910.[7]

### Utländska utmärkelser
- Storkorsriddare av Isländska falkorden, 1930.[3][8]
- Första klassen av Japanska Heliga skattens orden, tidigast 1925 och senast 1928.[9][10]
- Första klassen av Japanska Uppgående solens orden, tidigast 1928 och senast 1930.[8][10]
- Riddare av första klassen av Preussiska Kronorden, tidigast 1918 och senast 1921.[11][12]
- Riddare av andra klassen av Preussiska Kronorden, senast 1910.[13][14]
- Första klassen av Thailändska kronorden, tidigast 1910 och senast 1915.[13][14]
- Storkorset av Spanska Isabella den katolskas orden, tidigast 1910 och senast 1915.[13][14]
- Storkorset av Österrikiska Hederstecknet, tidigast 1928 och senast 1930.[8][10]
- Kommendör av första klassen av Badiska Zähringer Löwenorden, senast 1910.[13]
- Kommendör av första graden av Danska Dannebrogorden, tidigast 1915 och senast 1918.[11][14]
- Kommendör av andra graden av Danska Dannebrogorden, tidigast 1910 och senast 1915.[13][14]
- Kommendör av Franska Hederslegionen, tidigast 1910 och senast 1915.[13][14]
- Officer av Franska Hederslegionen, senast 1910.[13]
- Riddare av andra klassen av Ryska Sankt Annas orden, senast 1910.[13]
- Riddare av Belgiska Leopoldsorden, senast 1910.[13]
- Riddare av Portugisiska Kristusorden, senast 1910.[13]
- Innehavare av Chilenska förtjänsttecknet, tidigast 1915 och senast 1918.[11][14]